# Monte Jumbo

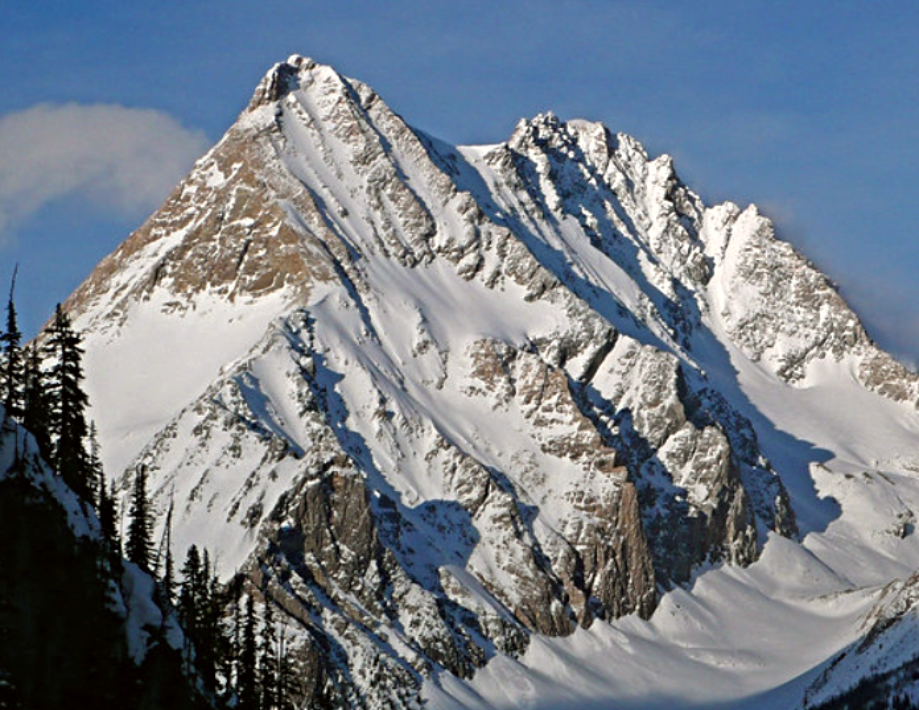
Karnak-Jumbo en invierno

La montaña, o monte, Jumbo  (en inglés: Jumbo Mountain) es una montaña de Canadá de 3437 m de elevación situada a 42 km al oeste-suroeste de la pequeña localidad de Invermere, en las montañas Purcell, en el sureste de la Columbia Británica (en el distrito regional de East Kootenay). Los picos cercanos más altos más son el monte Farnham (de 3493 m), a 11 km al norte-noreste, y la montaña Karnak (3411 m), que está a 0,79 km al oeste. El Jumbo y el Karnak forman una montaña de doble cima que es la segunda montaña más alta de las Purcell, y la cuarta más alta de las montañas Columbia. El Jumbo tiene una prominencia de 757 m.
El pico fue nombrado por Edward Warren Harnden por el personaje de Jumbo, el famoso elefante del Ringling Brothers and Barnum & Bailey Circus. El nombre de la montaña fue adoptado oficialmente el 31 de marzo de 1924, cuando fue aprobado por la Junta de Nombres Geográficos de Canadá.
Según la clasificación climática de Köppen, la montaña Jumbo está situada en una zona climática subártica con inviernos fríos y nevados y veranos suaves. Las temperaturas pueden caer por debajo de −20 °C con factores de enfriamiento por viento por debajo de −30 °C. La escorrentía de las precipitaciones de la montaña drena hacia el sur hasta el arroyo Jumbo, que es un afluente del arroyo Toby, y el agua de deshielo del glaciar Jumbo en su ladera norte drena hacia el arroyo Horsethief que, como el arroyo Toby, también es un afluente del río Columbia.

## Rutas de escalada
Rutas de escalada establecidas en la montaña Jumbo: 
- vertiente Norte/Noreste: primera ascensión el 4 de agosto de 1915 realizado por H.O. Frind, A.H. y E.L. MacCarthy, M. y W.E. Stone, B. Shultz y Conrad Kain.
- cresta Oeste: primer ascenso en 1974.